# Driedaagse De Panne - Koksijde 2011
La Driedaagse De Panne - Koksijde 2011 (it.: Tre giorni di La Panne - Koksijde), trentacinquesima edizione della corsa, si svolse in due tappe e due semitappe dal 29 marzo al 31 marzo 2010 per un percorso di 538,7 km. Fu vinta dal belga Sébastien Rosseler, che terminò la gara in 12h21'33".

## Tappe
| Tappa  | Data      | Percorso                          | km    | Vincitore di tappa | Leader cl. generale |
| ------ | --------- | --------------------------------- | ----- | ------------------ | ------------------- |
| 1ª     | 1º aprile | Middelkerke > Oudenaarde          | 194   | André Greipel      | André Greipel       |
| 2ª     | 2 aprile  | Zottegem > Koksijde               | 219   | Denis Galimzjanov  | Lieuwe Westra       |
| 3ª-1ª  | 3 aprile  | De Panne > De Panne               | 111   | Jacopo Guarnieri   | Bert De Backer      |
| 3ª-2ª  | 3 aprile  | De Panne (Cronometro individuale) | 14,7  | Sébastien Rosseler | Sébastien Rosseler  |
| Totale | Totale    | Totale                            | 538,7 |                    |                     |

## Squadre e corridori partecipanti
| N.      | Cod. | Squadra                |
| ------- | ---- | ---------------------- |
| 1-8     | VCD  | Vacansoleil-DCM        |
| 11-18   | RAB  | Rabobank Cycling Team  |
| 21-28   | THR  | HTC-Highroad           |
| 31-38   | OLO  | Omega Pharma-Lotto     |
| 41-48   | LAM  | Lampre-ISD             |
| 51-58   | KAT  | Katusha Team           |
| 61-68   | SKY  | Sky Procycling         |
| 71-78   | LIQ  | Liquigas-Cannondale    |
| 81-88   | RSH  | Team RadioShack        |
| 91-98   | AST  | Pro Team Astana        |
| 101-108 | BMC  | BMC Racing Team        |
| 111-118 | QST  | Quickstep Cycling Team |

| N.      | Cod. | Squadra                      |
| ------- | ---- | ---------------------------- |
| 121-128 | COF  | Cofidis                      |
| 131-138 | FDJ  | FDJ                          |
| 141-148 | SAU  | Saur-Sojasun                 |
| 151-158 | SKS  | Skil-Shimano                 |
| 161-168 | COG  | Colnago-CSF Inox             |
| 171-178 | EUC  | Team Europcar                |
| 181-188 | TSV  | Topsport Vlaanderen-Mercator |
| 191-198 | VWA  | Veranda's Willems-Accent     |
| 201-208 | LAN  | Landbouwkrediet              |
| 211-218 | UHC  | UnitedHealthcare Pro Cycling |
| 221-228 | APP  | Team NetApp                  |

## Dettagli delle tappe

### 1ª tappa
- 29 marzo: Middelkerke > Oudenaarde – 194 km

Risultati
| Pos. | Corridore        | Squadra      | Tempo    |
| ---- | ---------------- | ------------ | -------- |
| 1    | André Greipel    | Omega Pharma | 4h22'33" |
| 2    | Lieuwe Westra    | Vacansoleil  | s.t.     |
| 3    | Dmitrij Murav'ëv | RadioShack   | s.t.     |

| Pos. | Corridore      | Squadra      | Tempo    |
| ---- | -------------- | ------------ | -------- |
| 1    | André Greipel  | Omega Pharma | 4h22'22" |
| 2    | Bert De Backer | Skil         | a 3"     |
| 3    | Lieuwe Westra  | Vacansoleil  | a 5"     |

### 2ª tappa
- 30 marzo: Zottegem > Koksijde – 219 km

Risultati
| Pos. | Corridore         | Squadra  | Tempo    |
| ---- | ----------------- | -------- | -------- |
| 1    | Denis Galimzjanov | Katusha  | 5h08'18" |
| 2    | John Degenkolb    | HTC      | s.t.     |
| 3    | Peter Sagan       | Liquigas | s.t.     |

| Pos. | Corridore      | Squadra     | Tempo    |
| ---- | -------------- | ----------- | -------- |
| 1    | Lieuwe Westra  | Vacansoleil | 9h30'43" |
| 2    | Bert De Backer | Skil        | s.t.     |
| 3    | John Degenkolb | HTC         | a 2"     |

### 3ª tappa-1ª semitappa
- 31 marzo: De Panne > De Panne – 111 km

Risultati
| Pos. | Corridore         | Squadra  | Tempo    |
| ---- | ----------------- | -------- | -------- |
| 1    | Jacopo Guarnieri  | Liquigas | 2h32'11" |
| 2    | Denis Galimzjanov | Katusha  | s.t.     |
| 3    | Jimmy Casper      | Saur     | s.t.     |

| Pos. | Corridore        | Squadra         | Tempo     |
| ---- | ---------------- | --------------- | --------- |
| 1    | Bert De Backer   | Skil            | 12h05'42" |
| 2    | Lieuwe Westra    | Vacansoleil     | a 2"      |
| 3    | Arnoud van Groen | Veranda's Will. | a 4"      |

### 3ª tappa-2ª semitappa
- 31 marzo: De Panne – Cronometro individuale – 13,7 km

Risultati
| Pos. | Corridore          | Squadra     | Tempo    |
| ---- | ------------------ | ----------- | -------- |
| 1    | Sébastien Rosseler | RadioShack  | 18'31"83 |
| 2    | Lieuwe Westra      | Vacansoleil | a 14"    |
| 3    | Michał Kwiatkowski | RadioShack  | a 14"    |

| Pos. | Corridore          | Squadra     | Tempo     |
| ---- | ------------------ | ----------- | --------- |
| 1    | Sébastien Rosseler | RadioShack  | 12h21'33" |
| 2    | Lieuwe Westra      | Vacansoleil | a 6"      |
| 3    | Michał Kwiatkowski | RadioShack  | a 14"     |

## Evoluzione delle classifiche
| Tappa              | Vincitore          | Classifica generale Maglia bianca | Classifica a punti Maglia verde | Classifica scalatori Maglia rossa | Classifica sprint Maglia blu | Classifica a squadre |
| ------------------ | ------------------ | --------------------------------- | ------------------------------- | --------------------------------- | ---------------------------- | -------------------- |
| 1ª                 | André Greipel      | André Greipel                     | André Greipel                   | Laurens De Vreese                 | Bert De Backer               | Vacansoleil-DCM      |
| 2ª                 | Denis Galimzjanov  | Lieuwe Westra                     | Peter Sagan                     | Laurens De Vreese                 | Bert De Backer               | Vacansoleil-DCM      |
| 3ª-1ª              | Jacopo Guarnieri   | Bert De Backer                    | Denis Galimzjanov               | Lieuwe Westra                     | Bert De Backer               | Skil-Shimano         |
| 3ª-2ª              | Sébastien Rosseler | Sébastien Rosseler                | Denis Galimzjanov               | Lieuwe Westra                     | Bert De Backer               | Team RadioShack      |
| Classifiche finali | Classifiche finali | Sébastien Rosseler                | Denis Galimzjanov               | Lieuwe Westra                     | Bert De Backer               | Team RadioShack      |

## Classifiche della corsa

### Classifica generale - Maglia bianca
| Pos. | Corridore          | Squadra     | Tempo     |
| ---- | ------------------ | ----------- | --------- |
| 1    | Sébastien Rosseler | RadioShack  | 12h21'33" |
| 2    | Lieuwe Westra      | Vacansoleil | a 6"      |
| 3    | Michał Kwiatkowski | RadioShack  | a 14"     |
| 4    | Sylvain Chavanel   | Quickstep   | a 18"     |
| 5    | Bert Grabsch       | HTC         | a 22"     |
| 6    | Andrij Hrivko      | Astana      | a 24"     |
| 7    | Dmitrij Murav'ëv   | RadioShack  | a 26"     |
| 8    | Rick Flens         | Rabobank    | a 30"     |
| 9    | Tomas Vaitkus      | Astana      | a 34"     |
| 10   | Cyril Lemoine      | Saur        | a 50"     |

### Classifica a punti - Maglia verde
| Pos. | Corridore         | Squadra      | Punti |
| ---- | ----------------- | ------------ | ----- |
| 1    | Denis Galimzjanov | Katusha      | 29    |
| 2    | Lieuwe Westra     | Vacansoleil  | 27    |
| 3    | Romain Feillu     | Vacansoleil  | 24    |
| 4    | John Degenkolb    | HTC          | 23    |
| 5    | André Greipel     | Omega Pharma | 20    |

### Classifica scalatori - Maglia rossa
| Pos. | Corridore          | Squadra     | Punti |
| ---- | ------------------ | ----------- | ----- |
| 1    | Lieuwe Westra      | Vacansoleil | 15    |
| 2    | Dmitrij Murav'ëv   | RadioShack  | 8     |
| 3    | Michał Kwiatkowski | RadioShack  | 7     |
| 4    | Vladimir Gusev     | Katusha     | 4     |
| 5    | Bert De Backer     | Skil        | 3     |

### Classifica sprint - Maglia azzurra
| Pos. | Corridore               | Squadra         | Punti |
| ---- | ----------------------- | --------------- | ----- |
| 1    | Bert De Backer          | Skil            | 10    |
| 2    | Arnoud van Groen        | Veranda's Will. | 6     |
| 3    | Guillaume V. Keirsbulck | Quickstep       | 5     |
| 4    | Romain Feillu           | Vacansoleil     | 3     |
| 5    | Lieuwe Westra           | Vacansoleil     | 2     |

### Classifica a squadre
| Pos. | Squadra               | Tempo     |
| ---- | --------------------- | --------- |
| 1    | Team RadioShack       | 37h05'23" |
| 2    | HTC-Highroad          | a 2'28"   |
| 3    | Pro Team Astana       | a 3'08"   |
| 4    | Rabobank Cycling Team | a 3'16"   |
| 5    | Liquigas-Cannondale   | a 3'34"   |